# Выборы в Европейский парламент в Греции (1999)
Выборы в Европейский парламент в Греции прошли 13 июня 1999 года в рамках общеевропейских выборов, на них избиралась греческая делегация, состоящая из 25 депутатов. Выборы в Греции проходили по партийным спискам по пропорциональной системе при 3%-м избирательном барьере.

## Результаты
Выборы 1999 года стали 5-ми выборами в Европейский парламент. Оппозиционная консервативная Новая демократия, так же как и Коммунистическая партия Греции увеличили свою поддержку, в то время как правящая ПАСОК снизило представительство.
| Партия                              | Партия                                 | Лидер                               | Голоса    | %      | +/-   | Места | +/- |
| ----------------------------------- | -------------------------------------- | ----------------------------------- | --------- | ------ | ----- | ----- | --- |
|                                     | Новая демократия                       | Костас Караманлис                   | 2 314 371 | 36,00  | +3,34 | 9     | 0 ▬ |
|                                     | Всегреческое социалистическое движение | Костас Симитис                      | 2 115 844 | 32,91  | -4,73 | 9     | 1 ▼ |
|                                     | Коммунистическая партия                | Алека Папарига                      | 557 365   | 8,67   | +2,38 | 3     | 1 ▲ |
|                                     | Демократическое социальное движение    | Димитрис Цоволас                    | 440 191   | 6,85   | новая | 2     | 2 ▲ |
|                                     | Синаспизмос                            | Никос Константопулос                | 331 928   | 5,16   | -1,09 | 2     | 0 ▬ |
|                                     | Политическая весна                     | Антонис Самарас                     | 146 512   | 2,28   | -6,37 | 0     | 2 ▼ |
|                                     | Прочие партии                          | Прочие партии                       | 522 485   | 8,13   | —     | 0     | —   |
| Действительные бюллетени            | Действительные бюллетени               | Действительные бюллетени            | 6 429 036 |        |       |       |     |
| Недействительные и пустые бюллетени | Недействительные и пустые бюллетени    | Недействительные и пустые бюллетени | 283 648   |        |       |       |     |
| Всего                               | Всего                                  | Всего                               | 6 712 684 | 100,00 | —     | 25    | 1 ▲ |
| Зарегистрированных избирателей/Явка | Зарегистрированных избирателей/Явка    | Зарегистрированных избирателей/Явка | 9 555 326 | 70,3   |       |       |     |